# 杨争光
杨争光（1957年—），陕西人，中国当代作家。他毕业于山东大学，后来到深圳工作，担任该市作协及文联的副主席。他最初写诗，但后来以小说出名，代表作有《老旦是一棵树》、《从两个蛋开始》、《少年张冲六章》等。杨争光反对杨朔式堆砌华丽辞藻的“美文”，不满于当代中国的教育体制，因而他的作品关注那些“问题少年”。他还担任多部影视剧的编剧，曾与何平合作写出《双旗镇刀客》的剧本。